# عصام العدوه
عصام العدوه (انگلیسی: Issam El Adoua؛ زاده ۱۲ سپتامبر ۱۹۸۶) یک بازیکن فوتبال اهل مراکش است.
وی همچنین در تیم ملی فوتبال مراکش بازی کرده‌است.